# Sara Lidman
Sara Lidman (Missenträsk, 30 de dezembro de 1923 - Uma, 17 de junho  de 2004) foi  uma  escritora e crítica social e política sueca, ativa entre 1953 e 2003.
Sara Lidman foi um expoente moderno na senda da literatura proletária sueca dos anos 30. A sua obra aborda frequentemente conflitos individuais, enquadrados no ambiente social do Norte da Suécia. Além de romances, escreveu reportagens e dramas.
Depois das suas viagens na África do Sul, no Quénia e no Vietname, foi uma entusiástica socialista radical empenhada na ação social e política.

## Academia Dos Nove
Sara Lidman ocupou a cadeira 8 da Academia dos Nove, para a qual foi eleita em 1953.